# Celeste (computerspil)
 For alternative betydninger, se Celeste. (Se også artikler, som begynder med Celeste)
Celeste er et platformspil udviklet og udgivet af de canadiske spiludviklerne Maddy Thorson og Noel Berry. Spillet var oprindeligt udviklet som en prototype i løbet af fire dage under en game jam, og blev senere udvidet til en komplet udgivelse. Celeste blev udgivet i januar 2018 til Microsoft Windows, Nintendo Switch, PlayStation 4, Xbox One, macOS, og Linux.
I Celeste kontrollerer spilleren en pige ved navn Madeline, der er i færd med at bestige et bjerg samtidig med, at hun søger at undgå en række dødelige forhindringer. Ud over at hoppe og klatre op ad vægge i et begrænset tidsrum, har Madeline, mens hun er i luften, mulighed for at udføre et ryk i enhver retning. Denne bevægelse kan kun udføres én gang og genopfyldes ved enten at lande på jorden eller ramme visse objekter.